# Doliocarpus validus
Doliocarpus validus är en tvåhjärtbladig växtart som beskrevs av Kubitzki. Doliocarpus validus ingår i släktet Doliocarpus och familjen Dilleniaceae. Inga underarter finns listade i Catalogue of Life.